# Drievoudig verkleinde icosaëder
Een drievoudig verkleinde icosaëder is in de meetkunde het johnsonlichaam J63. Deze ruimtelijke figuur kan worden geconstrueerd door drie vijfhoekige piramides J2 van een regelmatig twintigvlak af te knotten. Een verlengde gedraaide vijfhoekige piramide J11 ontstaat door een vijfhoekige piramide van een regelmatig twintigvlak af te knotten, een metadubbelverkleinde icosaëder J62 door er twee piramides van af te knotten.
- (en)  MathWorld. Tridiminished Icosahedron.